# Rom (hukommelse)
 For alternative betydninger, se Rom (flertydig). (Se også artikler, som begynder med Rom)
Rom (eller uofficielt ROM) er et akronym for read only memory (på dansk: Hukommelse, der kun kan læses fra), og er en form for digital hukommelse til brug i computere. Som navnet antyder, kan computeren kun læse den information, der er lagret i denne type hukommelse, men modsat en anden slags computer-hukommelse kaldet RAM, kan computeren ikke selv ændre eller slette noget i en indbygget rom-hukommelse. Til gengæld har alle former for rom den fordel overfor RAM, at de bevarer deres indhold, selvom strømforsyningen til dem afbrydes.

## Anvendelser
Netop fordi hukommelse af rom-typen altid bevarer sit indhold, bruges den ofte til "opstarts-programmer" for computere: Så snart strømmen til en computer tændes, vil dens mikroprocessor forvente ordrer om, hvad den skal gøre, og disse ordrer findes i "almindelige" computere i den såkaldte BIOS; et program, der er anbragt i en rom-kreds.
En lommeregner er et lille computersystem, som fra et rom-lager kan hente programinstruktioner, der styrer, hvordan systemet skal aflæse tasterne, behandle informationerne og udlæse resultaterne i displayet. Tilsvarende er vaskemaskiner, videobåndoptagere og meget andet elektronisk udstyr styret af små computersystemer, der i vid udstrækning har al fornøden programkode liggende i rom.

## Forskellige slags rom
For at rom skal kunne bruges til noget fornuftigt, skal der i sagens natur noget "meningsfuldt indhold" ind i en rom-kreds til at starte med, og den væsentlige forskel mellem de forskellige slags rom ligger i, hvordan man bibringer dem dette meningsfulde indhold:
- Maskeprogrammeret rom får deres informationsindhold "bygget ind" ved fremstillingsprocessen: Man bestiller et (som regel meget stort) antal rom-kredse med et bestemt informationsindhold, som vedlægges ordren, og får så leveret et antal kredse med dette indhold. Skal indholdes ændres må man kassere de modtagne kredse og bestille nye.
- PROM er et akronym for Programmable Read Only Memory, på dansk: Programmerbar hukommelse, der kun kan læses. Det kaldes også for OTP-ROM (One-Time Programmable; "éngangs-programmerbar") og leveres uden noget indhold fra halvlederfabrikantens side, så elektronikproducenterne, der bruger dem, selv kan skrive deres eget indhold ind i dem.
- EPROM (Erasable Programmable Read-Only Memory; "Sletbar programmerbar ROM") minder om de ovenfor nævnte, "éngangs-programmerbare" rom-kredse, men EPROM'er kan "tømmes" igen (ved at udsætte dem for ultraviolet lys) og derefter forsynes med nyt indhold.
- EEPROM (Electrically Erasable Programmable Read-Only Memory; "Elektrisk sletbar, programmerbar rom"), også kaldet flash-RAM, kan som EPROM'en ovenfor slettes og "skrives om", men hos EEPROM'en kræver sletningsprocessen blot en spænding, der ligger over den for kredsen normale driftsspænding. Kaldes også E²PROM.

Rom-typerne ovenfor er nævnt i den rækkefølge, de er blevet udviklet: Det ses hvordan udviklingen går i retning af en slags "smart RAM-hukommelse", som ikke mister sit informationsindhold, hvis strømmen til hukommelseskredsløbet forsvinder.